# 斯諾夫斯克區
斯諾夫斯克區（烏克蘭語：Сновський район），2016年前称为邵爾斯區，曾是烏克蘭北部切爾尼戈夫州的一個區，行政中心設於斯諾夫斯克，面積1,283平方公里，2013年人口24,756，人口密度每平方公里19.3人。